# Съдебна токсикология
Съдебната токсикология  (на английски: Forensic toxicology) е специфична интердисциплинарна област, която се занимава с изследване на фармакологично активни вещества и техни метаболити в различни биологични проби от човек (кръв, урина, слюнка, косми, части от вътрешни органи на починали и др.), както и токсикологичната интерпретация на получените резултати, които имат значение за медицинската или административно-правната дейност при повлияване на човешкото здраве и поведение, отравяне или настъпване на смърт. , , , , , , 
Съдебно-токсикологичното изследване цели да идентифицира токсичния агент (алкохол, наркотик, лекарство или друга отрова) и да измери неговото количество, както и да даде отговор на въпроси относно начина на постъпване, приетата доза, какви са по вид токсичните ефекти и как се развиват във времето.

## Основни направления на съдебната токсикология
- Установяване употребата на алкохол и други психоактивни вещества при шофьори (Driving under the influence; DUI);
- Съдебно-токсикологично изследване на проби от живи лица – в клиничната токсикология и спешната медицина (за потвърждаване или изключване на отравяне); изследвания на работното място за употреба на наркотични вещества; установяване на злоупотреба с наркотични вещества; допинг-контрол; изследвания на пострадали при престъпления, свързани с използване на психоактивни вещества (Drug-facilitated crimes) – при случаи на грабежи, изнасилвания и др.; изследвания при установяване на мозъчна смърт (при трансплантации) и др.
- Съдебно-токсикологично изследване на проби от трупове на починали лица (Post Mortem Forensic Toxicology ) за установяване на отравяне с медикаменти и други отрови (вкл. самоотравяне, криминални престъпления), употреба на медикаменти и алкохол преди настъпване на смъртта или изключване на отравяне.

## Биологични проби – обект на изследване в съдебната токсикология
Основните проби при изследване на живи лица са кръв и урина. За целите на спешната медицина се изследва и стомашно съдържимо. Като алтернативни проби се изследват още издишан въздух (алкохол при шофьори), орална течност (слюнка), потен секрет и косми от коса. , , , , , , 
- Урина – основна проба за качествен токсикологичен анализ. Позволява идентификация на голям брой лекарствени и токсични вещества, както и техни метаболити, които се откриват в по-дълъг период от време спрямо кръвната проба.
- Кръв – използва се за количествен анализ на медикаменти и други токсични вещества, тъй като за повечето от тях съществуват данни за тяхната терапевтична (нормална при употребата им; нетоксична), токсична и летална концентрация. Резултатите от изследването на кръвната проба имат пряко отношение към оценката на моментния фармакологичен ефект върху човека.
- Орална течност – отличава се с близък профил на разпределение във времето и по концентрация на редица вещества спрямо кръвната проба, поради което се използва в някои случаи като алтернативна проба на кръвта (напр. при изследване на шофьори за употреба на наркотични вещества).
- Косми от коса – основна проба при необходимост от токсикологично изследване, касаещо минал период от време. Косъм с дължина 1 см, отговаря средно на един месец изминало време.

При токсикологично изследване на проби от трупове, пробите за анализ могат да варират значително в зависимост от състоянието на обекта и целите на изследване. Основните проби са кръв, урина, стомашно съдържимо, тъканни проби (черен дроб, мозък, и др.), вътреочна течност, косми, нокти и др., включително и трупни ларви. Изследването на вътреочна течност позволява определяне на редица вещества, които не могат да бъдат изследвани в кръвна проба на труп или при напреднало трупно разлагане. Космите и ноктите се анализират по-рядко, най-вече при търсене на отравяне с тежки метали или отрови, приемани по-дълъг период от време. 

## Методи на изследване в съдебната токсикология
Съдебната токсикология ползва редица съвременни аналитични методи (хроматографски, спектрални, електрофоретични), имуноаналитични техники за анализ, както и редица биохимични тестове. , , , , 
Като правило, в съдебната токсикология се различават два типа изследвания, което определя и използваните методи:
- Скринингов (предварителен) анализ, целящ бързо и икономично да провери за присъствие на голям брой вещества или определени групи съединения. Има ориентировъчен (насочващ) характер, в повечето случаи е без доказателствена стойност (напр. изследване на урина с експресен тест). Основно приложение тук намират имуноаналитичните методи, поради своята бързина и сравнително ниска цена. Резултатите от предварителните изследвания нямат съдебно-токсикологична значимост и не следва да се ползват като доказателствени.
- Потвърдителен (доказателствен) анализ, имащ за цел да установи със сигурност присъствието на определено вещество, както и при необходимост да установи неговата концентрация. За тази цел се използват основно комбинирани инструментални хроматографски методи (газова хроматография с масспектрална детекция, GC-MS; течна хроматография с масспектрална детекция, LC-MS) или комбинация от аналитични методи и техники, позволяваща еднозначно и категорично доказване. Тези изследвания са по-бавни и по-скъпи, но получените резултати се приемат за доказани. [1], [2], [3], [4], [5], [6], [7]

## Квалификация и регулация на дейността
Съдебните токсиколози са химици или фармацевти, с допълнителни познания в областта на аналитичната химия, фармакологията и лекарствения метаболизъм, токсикологията, клиничната химия и съдебната медицина. Съдебният токсиколог следва да може да ползва като източник на информация в своята работа данни от медицинския статус на лицето, като клинични признаци и симптоми на отравяне, резултати от клинико-лабораторните изследвания; да познава медикаментите и тяхното действие; токсичните вещества, срещани в бита на съвременния човек; пестицидите, ползвани в дадена страна, и др. Съдебният токсиколог работи в тясна връзка с клиничните токсиколози / съдебните лекари и разследващите органи. , , , 
Изискванията и критериите, на които следва да отговарят съдебните токсиколози, са регулирани от международните и национални съсловни организации. В редица страни за придобиване на правоспособност е необходима акредитация от тези организации. Същото се отнася и за лабораториите, извършващи тези изследвания – акредитация не се изисква задължително (поради естеството и спецификата на извършваната дейност, многообразието на обектите за изследване и броя на възможните анализирани вещества), но в отделните страни са разработени стандарти и критерии за регулиране и осигуряване на качеството на тази дейност.